# Corybas minutus
Corybas minutus är en orkidéart som först beskrevs av Emmanuel Drake del Castillo, och fick sitt nu gällande namn av Rudolf Schlechter. Corybas minutus ingår i släktet Corybas, och familjen orkidéer. Inga underarter finns listade i Catalogue of Life.